# (243) Ida
Ida (designació de planeta menor: 243 Ida) és un asteroide de la família Coronis del cinturó principal. Va ser descobert el 29 de setembre del 1884 per Johann Palisa i rebé el nom d'una nimfa de la mitologia grega. Posteriors observacions telescòpiques classificaren l'asteroide Ida com un asteroide de tipus S, el tipus més nombrós en el cinturó interior d'asteroides. El 28 d'agost del 1993, Ida va ser visitat per la nau espacial Galileo, amb destinació a Júpiter. Va ser el segon asteroide visitat per una nau espacial i el primer que es va descobrir que tenia un satèl·lit.
Igual que tots els asteroides del cinturó principal, l'òrbita d'Ida es troba entre els planetes Mart i Júpiter. El seu període orbital és de 4,84 anys, i el seu període de rotació, de 4,63 hores. Ida té un diàmetre mitjà de 31,4 quilòmetres. És de forma irregular i allargada, i, pel que sembla, està compost per dos grans objectes connectats entre si que donen lloc a una forma que recorda un croissant. La seva superfície és una de les que tenen més cràters del sistema solar, amb una àmplia varietat pel que fa a les mides i les edats dels cràters.
El satèl·lit d'Ida, Dàctil, va ser descobert per la membre de la missió Ann Harch en imatges preses per la sonda Galileo. Va rebre el seu nom dels dàctils, les criatures que habitaven la muntanya Ida, segons la mitologia grega. Dàctil, que fa només 1,4 quilòmetres de diàmetre, és aproximadament una vintena part de la mida d'Ida. La seva òrbita al voltant d'Ida, però, no es va poder determinar amb gaire precisió. No obstant això, les limitacions de les possibles òrbites permeten una estimació aproximada de la densitat d'Ida, que va revelar que no conté minerals metàl·lics. Dàctil i Ida comparteixen moltes característiques, la qual cosa en suggereix un origen comú.
Les imatges creades per la sonda Galileo, i la posterior mesura de la massa d'Ida, significaren nous coneixements sobre la geologia dels asteroides de tipus S. Abans del sobrevol de Galileo, s'havien proposat moltes teories per explicar la seva composició mineral. La determinació de la seva composició permet una correlació entre la caiguda de meteorits a la Terra i el seu origen en el cinturó d'asteroides. Les dades creades a partir del sobrevol van assenyalar que els asteroides de tipus S són la font dels meteorits de condrita ordinària, el tipus més comú que es troba a la superfície de la Terra.

## Descobriment i observacions
L'asteroide 243 va ser descobert el 29 de setembre del 1884 per l'astrònom austríac Johann Palisa a l'Observatori de Viena. Va ser el seu 45è descobriment d'un asteroide. Ida va ser batejat per Moriz von Kuffner, un fabricant de cervesa de Viena i astrònom aficionat. En la mitologia grega, Ida era una nimfa de Creta que va criar el déu Zeus. Ida va ser reconegut com a part de la família Coronis per Kiyotsugu Hirayama, que va proposar el 1918 que aquest grup comprèn els asteroides formats per les deixalles del cos precursor destruït.
L'espectre de reflexió d'Ida el van mesurar el 16 de setembre de 1980 els astrònoms David J. Tholen i Edward F. Tedesco com a part de la investigació d'asteroides de vuit colors (ECAS). El seu espectre coincidia amb el dels asteroides de tipus S. A principis de 1993 es van fer moltes observacions d'Ida a l'Observatori Naval dels Estats Units a Flagstaff i a l'Observatori d'Oak Ridge. Aquestes observacions milloraren la mesura de l'òrbita d'Ida al voltant del Sol i reduïren la incertesa de la seva posició durant el sobrevol de Galileo de 78 a 60 km.

## Exploració

Trajectòria de Galileo des del seu llançament fins a arribar a l'òrbita de Júpiter

### Sobrevol deGalileo
L'asteroide Ida va ser visitat el 1993 per la sonda espacial Galileo dirigida a Júpiter. Les seves trobades amb els asteroides Gaspra i Ida van ser objectius secundaris a la missió a Júpiter. Aquests van ser seleccionats com a blancs en resposta a una nova política de la NASA dirigida a planificar acostaments a asteroides de totes les naus que travessessin el cinturó. Cap missió anterior havia intentat un sobrevol. El Galileo va ser posat en òrbita pel transbordador espacial Atlantis en la missió STS-34 el 18 d'octubre de 1989. El canvi de trajectòria del Galileo per acostar-se a Ida exigeix que es consumeixen 34 kg de propel·lent. Els planificadors de la missió retardaren la decisió d'intentar un sobrevol fins que estigueren segurs que aquest deixaria a la nau espacial suficient combustible per a completar la seva missió a Júpiter.

Imatges del sobrevol, a partir de 5,4 hores abans del màxim acostament i mostrant la rotació d'Ida

La trajectòria del Galileo el traslladà al cinturó d'asteroides dues vegades en el seu camí a Júpiter. La segona vegada que va creuar el cinturó, va sobrevolar Ida el 28 d'agost de 1993 a una velocitat de 12.400 m/s en relació amb l'asteroide. L'aparell detector d'imatges de bord observà Ida des d'una distància de 240.350 quilòmetres fins a la seva màxima aproximació de 2.390 km. Ida fou el segon asteroide, després de Gaspra, que va ser captat per una nau espacial. A prop del 95% de la superfície d'Ida va quedar a la vista de la sonda durant el sobrevol.
La transmissió de moltes imatges d'Ida es va retardar a causa d'una fallada permanent de l'antena d'alt guany de la nau. Les cinc primeres imatges es van rebre el setembre de 1993. Aquestes imatges estaven compostes per un mosaic d'alta resolució de l'asteroide amb una resolució de 31-38 m/píxel. Les imatges restants van ser enviades la primavera següent, quan la proximitat de la nau a la Terra permetia una major velocitat de transmissió.

### Descobriments
Les dades obtingudes pels sobrevols de Galileo de Gaspra i Ida, i la posterior missió d'asteroides NEAR Shoemaker, van permetre el primer estudi de la geologia dels asteroides. La superfície relativament gran d'Ida exhibia una àmplia gamma de característiques geològiques. El descobriment del satèl·lit d'Ida, Dàctil, el primer satèl·lit d'un asteroide confirmat, proporcionà informació addicional de la composició d'Ida.
Ida està classificat com un asteroide de tipus S a partir de mesures espectroscòpiques en terra. La composició dels asteroides del tipus S era incerta abans dels sobrevols de Galileo, però va ser interpretada com un dels dos minerals que es troben en els meteorits que havien caigut a Terra: condrita ordinària (CO) i pal·lasita. Les estimacions de la densitat d'Ida es veuen limitades a menys de 3,2 g/cm³ per l'estabilitat a llarg termini de l'òrbita de Dàctil. Això exclou la pal·lasita, ja que si Ida estigués feta d'un material ric en ferro i níquel de 5 g/cm³, hauria d'estar buit en més del 40%.
Les imatges de Galileo també va conduir al descobriment que el temps espacial donava lloc a Ida a un procés que causa que grans regions siguin de color vermell amb el temps. El mateix procés afecta tant Ida com el seu satèl·lit, encara que Dàctil mostra un canvi menor. L'erosió de la superfície d'Ida va revelar un altre detall sobre la seva composició: els espectres de reflexió de les peces recentment exposades de la superfície s'assemblaven a la dels meteorits CO, però les regions més velles s'assemblaven als espectres dels asteroides de tipus S.

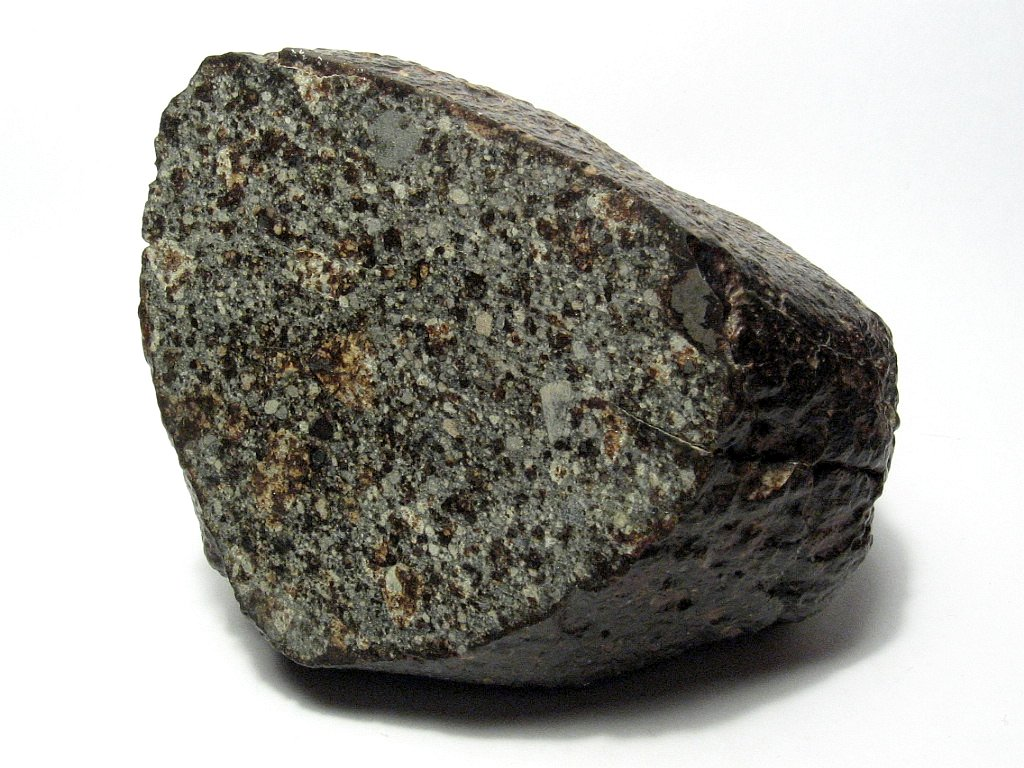
Secció d'un meteorit de condrita ordinària

Tots dos descobriments —els efectes del temps espacial i la baixa densitat— varen portar a una nova comprensió sobre la relació entre els asteroides de tipus S i meteorits CO. Els de tipus S són la classe més nombrosa d'asteroide a la part interna del cinturó d'asteroides. Els meteorits CO són, així mateix, el tipus més comú de meteorit trobat a la superfície de la Terra. Els espectres de reflexió mesurats per observacions remotes dels asteroides de tipus S, però, no es corresponien amb els dels meteorits CO. El sobrevol d'Ida de Galileo va descobrir que alguns tipus S, en particular la família Coronis, podria ser la font d'aquests meteorits.

## Característiques físiques

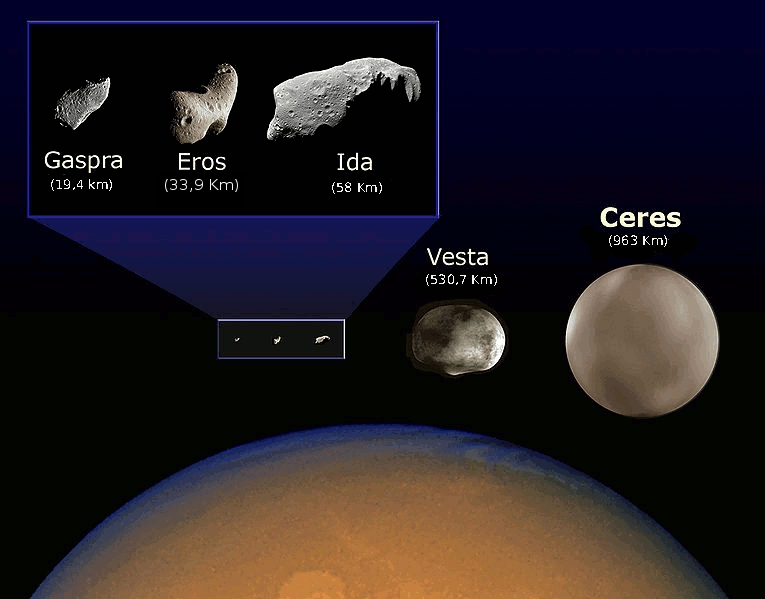
Comparació de la mida d'Ida amb altres asteroides, el planeta nan Ceres i Mart

La massa d'Ida és d'entre 3,65 i 4,99 kg × 10¹⁶. El seu camp gravitacional produeix una acceleració d'aproximadament 0,3 a 1,1 cm/s² sobre la seva superfície. Aquest camp és tan feble que un astronauta aturat a la superfície podria saltar d'un dels extrems d'Ida a l'altre, i un objecte que es mou a més de 20 m/s es podria escapar del tot de l'asteroide.

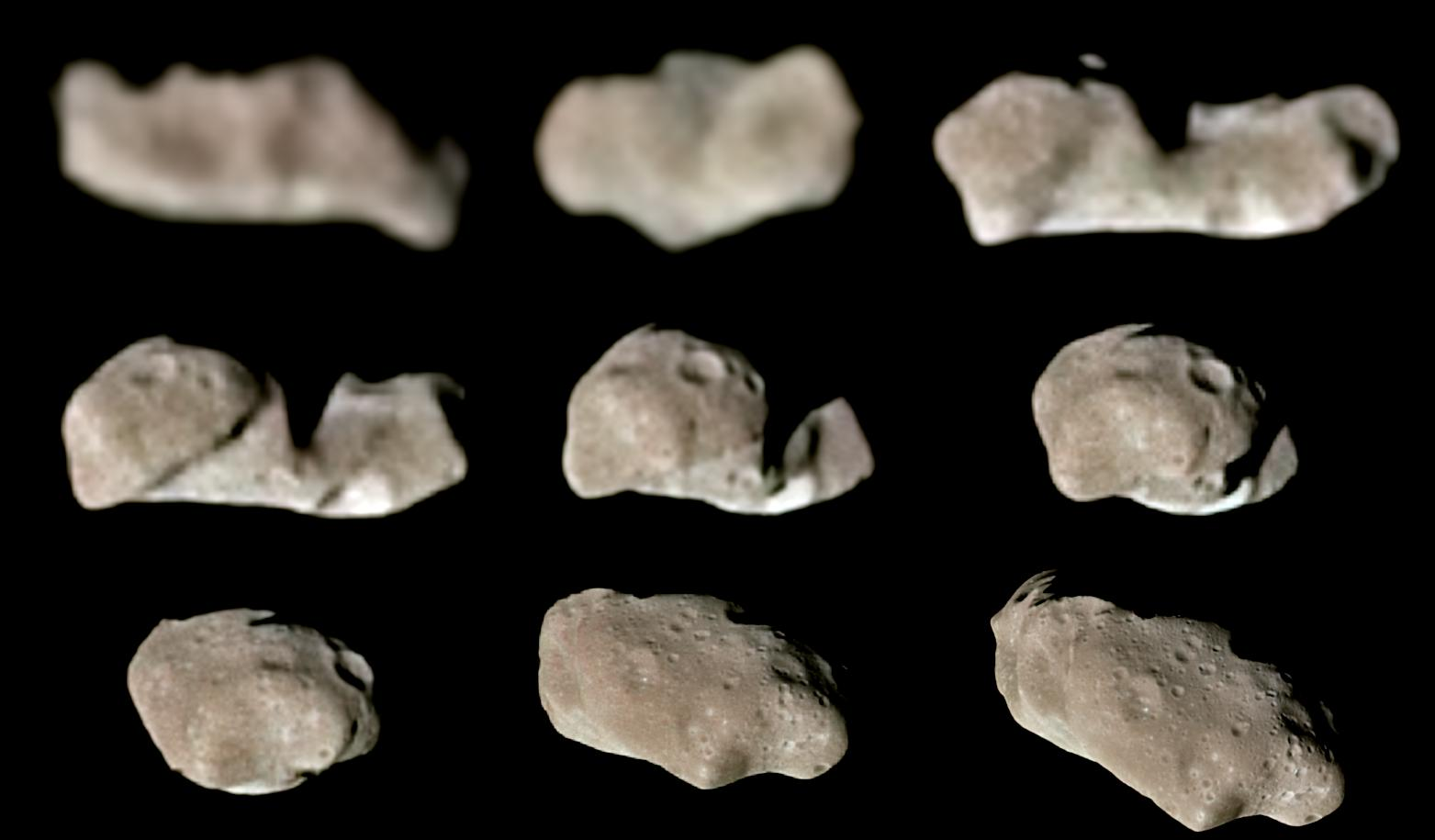
Imatges successives d'Ida rotant

Ida és un asteroide clarament allargat, amb una superfície irregular, i és gairebé de la forma d'un croissant. Ida és de 2,35 vegades més llarg que ample, i la «cintura», el separa en dues meitats desiguals geològicament. Aquesta forma de constricció és coherent amb la teoria que Ida està fet de dues peces de grans dimensions, sòlides, amb materials solts que omplen el buit entre elles. De totes maneres, aquests residus no s'han vist en imatges d'alta resolució captades per Galileo. Encara que a Ida hi ha alguns pendents costeruts d'inclinacions de fins a 50°, el pendent generalment no excedeix els 35°. La forma d'Ida és responsable de la irregularitat del seu camp gravitatori. L'acceleració de superfície és més baixa als extrems a causa de la seva ràpida velocitat de rotació. També és baixa a prop de la «cintura», perquè la massa de l'asteroide es concentra a les dues meitats, lluny d'aquest lloc.

## Superfície

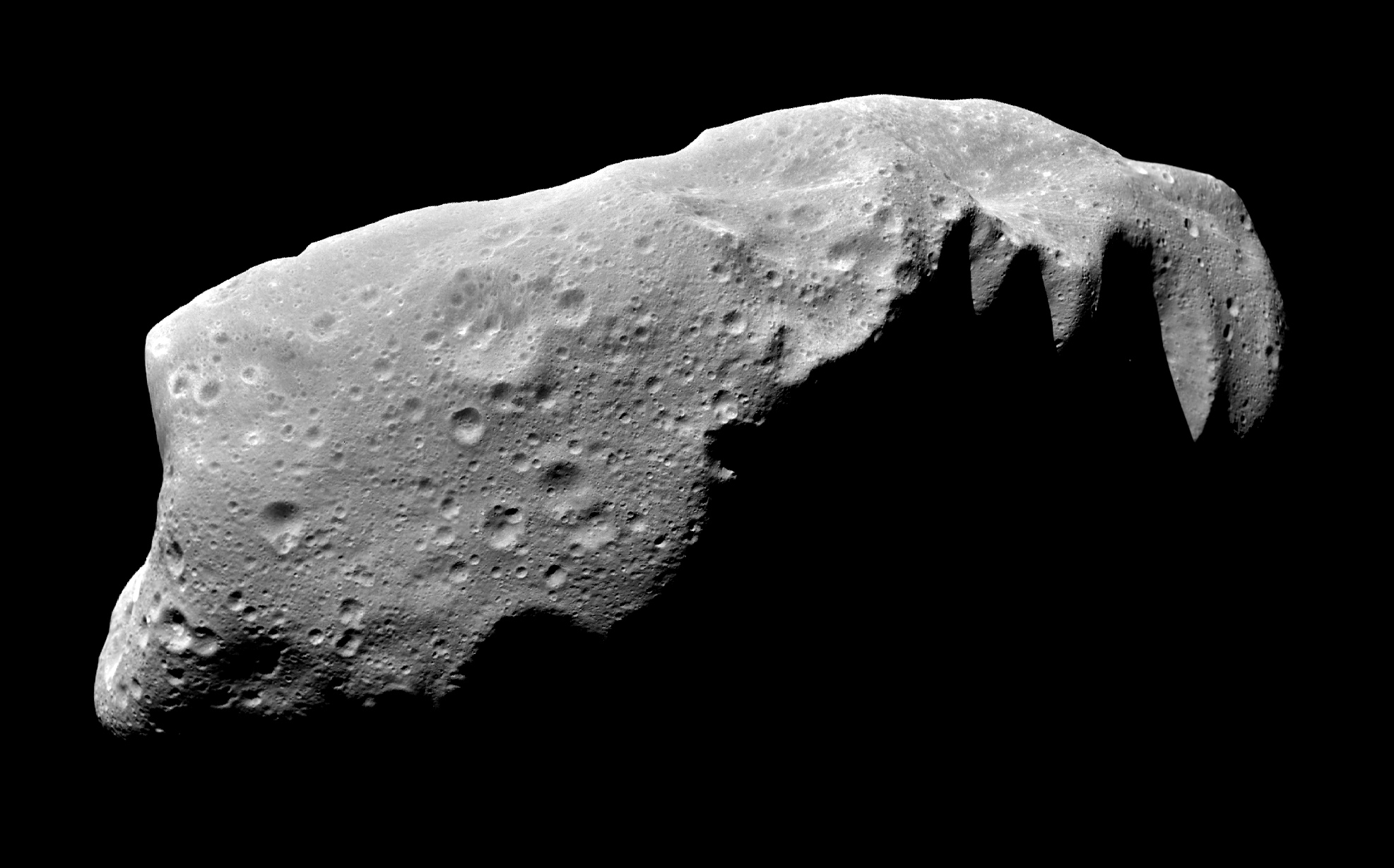
Mosaic d'imatges capturades per Galileo 3,5 minuts abans de la seva aproximació màxima

La superfície d'Ida apareix plena de cràters i és grisa en la seva majoria, tot i que petites variacions de color marquen les àrees acabades de crear o descobertes. A més de cràters, són evidents altres característiques, com ara solcs, crestes i asprors. Ida està cobert per una gruixuda capa de regolita, els residus solts que enfosqueixen la roca sòlida de sota. Els fragments més grans de deixalles, de la mida d'una pedra, s'anomenen blocs de material expulsat, diversos dels quals s'han observat a la superfície.

### Regolita
La superfície d'Ida es descriu com un mantell de roca polvoritzada, anomenat regolita, d'uns 50-100 m de gruix. Aquest material és produït per esdeveniments d'impacte i es distribuït per tota la superfície d'Ida pels processos geològics. Galileo va observar evidència de moviments recents de la regolita costa avall.
La regolita d'Ida està composta pels silicats minerals olivina i piroxè. La seva aparença canvia amb el temps per un procés anomenat erosió espacial. A causa d'aquest procés, la regolita vella sembla tenir un color més vermell en comparació amb el material exposat recentment.

Imatge de Galileo d'un bloc d'uns 150 m a 24,8ºS 2,8º E

S'han identificat prop de 20 blocs grossos (40 a 150 m de diàmetre) de material expulsat, incorporats en la regolita d'Ida. Els blocs d'ejecció constitueixen les peces més grosses de regolita. A causa del fet que els blocs d'ejecció s'espera que es descomponguin amb rapidesa per esdeveniments d'impacte, els presents a la superfície s'han d'haver format recentment o han d'haver quedat descoberts per un esdeveniment d'impacte. La majoria es troben dins dels cràters de Lascaux i Mammoth, però és possible que no s'hagin produït allà. Aquesta zona atrau la runa a causa de l'irregular camp gravitatori d'Ida. Alguns blocs poden haver sigut expulsats del jove cràter Azzura, al costat oposat de l'asteroide.

### Estructures
Diverses estructures importants marquen la superfície d'Ida. L'asteroide sembla estar dividit en dues meitats (aquí s'hi fa referència com la regió 1 i la regió 2) connectades per una "cintura". Aquesta característica pot haver sigut omplerta per la runa o expulsada fora de l'asteroide pels impactes.
La regió 1 d'Ida conté dues estructures principals. Una és una destacada cresta de 40 km anomenada Townsend Dorsum que s'estén 150 graus al voltant de la superfície de l'ateroide. L'altra estructura és una llarga fondalada anomenada Vienna Regio.
La regió 2 d'Ida conté diversos conjunts de solcs, la majoria dels quals són de 100 m d'amplada o menys i fins a 4 km de llargada. Es troben a prop, però no estan relacionats amb els cràters Mammoth, Lascaux i Kartchner. Alguns solcs estan relacionats amb esdeveniments importants d'impacte; per exemple, un conjunt oposat a Vienna Regio.

### Cràters
Ida és un dels cossos amb més densitat de cràters del Sistema Solar, i els impactes han estat el procés principal de formació de la seva superfície. La formació de cràters ha arribat al punt de saturació, la qual cosa significa que nous impactes esborren l'evidència dels antics i deixen el recompte total de cràters gairebé igual. Ida està cobert de cràters de totes les mides i etapes de degradació, i amb edats que van des de frescos fins a tan antics com la mateixa Ida. El més antic pot haver estat format durant la desintegració del cos matriu de la família Coronis. El cràter més gran, Lascaux, és de gairebé 12 quilòmetres d'ample. La regió 2 conté quasi la totalitat dels cràters més grans de 6 km de diàmetre, però la Regió 1 no té grans cràters. Alguns cràters estan disposats en cadenes.

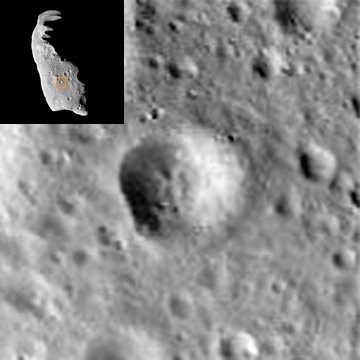
El crater Fingal és asimètric, amb 1,5 km d'ample a 13,2°S, 39,9°E

Els cràters més grans d'Ida porten el nom de coves i tubs de lava de la Terra. El cràter Azzurra, per exemple, deu el seu nom a una cova submergida a l'illa de Capri, també coneguda com la Grotta Azzurra (Gruta Blava). L'Azzurra sembla l'impacte més recent d'Ida. El material expulsat d'aquesta col·lisió es va distribuir de manera discontínua sobre Ida i és responsable de les variacions de color a gran escala i les variacions d'albedo en la seva superfície. Una excepció a la morfologia dels cràters és el fresc, l'asimètric Fingal, que té un límit clar entre el pis i la paret en un dels seus costats. Un altre cràter significatiu és Afon, que marca el meridià de longitud zero d'Ida.
Els cràters són simples en la seva estructura: amb forma de bol sense fons pla i sense pics centrals. Es distribueixen uniformement al voltant d'Ida, a excepció d'un sortint al nord del cràter Choukoutien que és més suau i amb menys cràters. El material expulsat excavat pels impactes es diposita de manera diferent a Ida que en els planetes a causa de la seva ràpida rotació, la baixa gravetat i la forma irregular. Les mantes d'ejeccions s'instal·len de manera asimètrica al voltant dels seus cràters, però les ejeccions de moviment ràpid que s'escapen de l'asteroide es perden definitivament.

## Composició
Ida es va classificar com un asteroide de tipus S basant-se en la similitud dels seus espectres de reflectància amb asteroides semblants. Els asteroides de tipus S poden compartir la seva composició amb els meteorits de ferro o de condrita ordinària (CO). La composició de l'interior no ha estat directament analitzada, però se suposa que és semblant al material CO basant-se en els canvis de color de la superfície observats i la densitat aparent d'Ida de 2,27 a 3,10 g/cm³. Els meteorits de CO contenen quantitats variables dels silicats olivina i piroxè, ferro, i feldespat. Galileo va detectar olivina i piroxè a Ida. El contingut mineral sembla homogeni en tota la seva extensió. Galileo va trobar variacions mínimes en la superfície, i el gir de l'asteroide indica una densitat consistent. Suposant que la seva composició és similar als meteorits CO, que tenen una densitat de va de 3,48 a 3,64 g/cm³, Ida podria tenir una porositat entre l'11% i el 42%.
L'interior d'Ida probablement conté una certa quantitat de roca fracturada per impacte, anomenat megaregolita. La capa de megaregolita d'Ida s'estén des de centenars de metres sota la superfície a uns pocs quilòmetres. És possible que alguna roca del nucli d'Ida hagi estat fracturada per sota dels grans cràters Mammoth, Lascaux, i Undara.

## Òrbita i rotació

Òrbita i posició d'Ida i cinc planetes el 8 de març de 2009

Ida és un membre de la família Coronis dels asteroides del cinturó principal. Ida orbita el Sol a una distància mitjana de 2,862 UA (428,1 Gm), entre les òrbites de Mart i Júpiter. Ida tarda 4,84089 anys per completar una òrbita.
El període de rotació d'Ida és de 4,63 hores, la qual cosa el fa un dels asteroides rotatoris més ràpids descoberts fins ara. El moment d'inèrcia és el màxim calculat per a un objecte dens uniforme de la mateixa forma d'Ida, que coincideix amb l'eix de rotació de l'asteroide. Això suggereix que no hi ha grans variacions de densitat en l'asteroide. L'eix de rotació d'Ida segueix una precessió d'un període de 77.000 anys, a causa del fet que la gravetat del Sol actua sobre la forma no esfèrica de l'asteroide.

## Origen
Ida deu el seu origen a la desintegració d'uns 120 km de diàmetre del cos principal de Coronis. A l'asteroide progenitor, els materials s'havien diferenciat parcialment, amb la migració de metalls pesants al nucli. Ida portava quantitats insignificants d'aquest material del nucli. No se sap quant temps fa d'aquest esdeveniment. Segons una anàlisi dels processos de formació de cràters d'Ida, l'edat de la seva superfície és de més de mil milions d'anys. Tanmateix, això és incompatible amb l'edat estimada del sistema d'Ida-Dàctil, de menys de 100 milions d'anys; és probable que el sistema s'hagués desfet si hagués passat més temps des d'una gran col·lisió, a causa de la mida petita de Dàctil. La diferència en les estimacions d'edat es pot explicar per un augment de la taxa de formació de cràters a partir de la runa procedent de la destrucció del cos original de Coronis.

## Satèl·lit

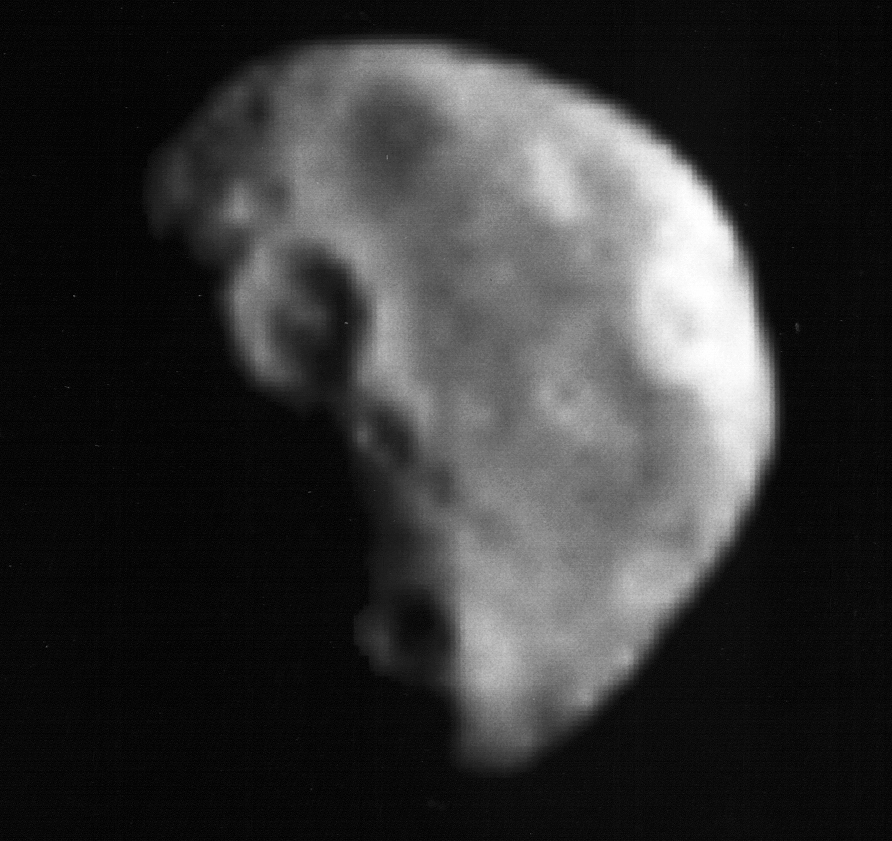
Imatge d'alta resolució de Dàctil desada mentre Galileo era a uns 3.900 km del satèl·lit

Un petit satèl·lit anomenat Dàctil òrbita al voltant d'Ida, oficialment (243) Ida I Dàctil. Va ser descobert en imatges preses per la nau espacial Galileo durant el seu sobrevol el 1993. Aquestes imatges proporcionen la primera confirmació directa d'un satèl·lit asteroidal. En aquest moment estava separat d'Ida per una distància de 90 quilòmetres. Es mou en una òrbita que segueix el moviment directe. La superfície de Dàctil és plena de cràters, com la d'Ida, i es compon de materials semblants. El seu origen és incert, però l'evidència del sobrevol suggereix que es va originar com un fragment del cos matriu Coronis.

### Descobriment
Dàctil va ser trobat el 17 de febrer de 1994 per Ann Harch, membre de la missió Galileo, en examinar amb posterioritat la descàrrega d'imatges de la nau. Galileo va registrar 47 imatges de Dàctil en un període d'observació de 5,5 hores l'agost de 1993. La nau era a 10.760 quilòmetres d'Ida i 10.870 quilòmetres de Dàctil quan va ser capturada la primera imatge del satèl·lit. Catorze minuts abans Galileo havia fet la seva aproximació més propera.
Dàctil va ser designat en un principi com a 1993 (243) 1. Va ser anomenat per la Unió Astronòmica Internacional el 1994, com els mitològics dàctils que habitaven a la muntanya Ida, a l'illa de Creta.

### Característiques físiques
Dàctil té "forma d'ou», però és un objecte "notablement esfèric» que mesura 1,6 per 1,4 per 1,2 quilòmetres. Està orientat amb el seu eix més llarg apuntant cap a Ida. Igual que Ida, la superfície de Dàctil exhibeix una saturació de cràters. Es caracteritza per més d'una dotzena de cràters amb un diàmetre superior a 80 m, la qual cosa indica que el satèl·lit ha patit moltes col·lisions durant la seva història. Almenys sis cràters formen una cadena lineal, la qual cosa suggereix que va ser causada per les deixalles de producció local, possiblement expulsades per Ida. Els cràters de Dàctil podrien contenir pics centrals, a diferència dels trobats a Ida. Aquestes característiques, i la forma esferoidal de Dàctil, implica que el satèl·lit està gravitacionalment controlat malgrat la seva petita mida. Igual que Ida, la seva temperatura mitjana és de 200 K (–73 °C).
Dàctil comparteix moltes característiques amb Ida. La seva albedo i el seu espectres de reflexió són molt similars. Les petites diferències indiquen que el procés d'erosió espacial és menys actiu a Dàctil. La seva mida petita fa impossible la formació de quantitats significatives de regolita. Això contrasta amb Ida, que està cobert per una gruixuda capa de regolita.

### Òrbita

Diagrama d'òrbites potencials de Dàctil voltant Ida

L'òrbita de Dàctil al voltant d'Ida no es coneix amb precisió. Galileo estava en el pla de l'òrbita de Dàctil quan se'n van prendre la majoria de les imatges, la qual cosa va fer difícil la determinació de la seva òrbita exacta. L'òrbita de Dàctil és en sentit directe i s'inclina al voltant de 8° respecte a l'equador d'Ida. A partir de simulacions per ordinador, l'àpside de Dàctil ha de ser superior a uns 65 quilòmetres d'Ida per mantenir-lo en una òrbita estable. L'amplitud de les òrbites generades per les simulacions es va reduir perquè han de passar a través dels punts en què Galileo va observar Dàctil quan estava a les 16:52:05 UT del 28 d'agost de 1993, a uns 90 km d'Ida en la longitud 85°. El 26 d'abril de 1994, el Telescopi Espacial Hubble va observar Ida durant vuit hores i va ser incapaç de detectar Dàctil. Hauria estat capaç d'observar el satèl·lit si hagués estat a més de 700 km d'Ida.
El període orbital de Dàctil és d'aproximadament 20 hores, suposant que està en una òrbita circular al voltant d'Ida. La seva velocitat orbital és d'aproximadament 10 m/s, "aproximadament és com la velocitat d'una carrera ràpida o la d'una pilota de beisbol llançada lentament".

### Edat i origen
Dàctil es podria haver originat al mateix temps que Ida, a partir de la ruptura del cos matriu de Coronis. No obstant això, també es podria haver format més recentment, potser a partir d'ejeccions provinents d'un gran impacte a Ida. És molt poc probable que hagi estat capturat per Ida. Dàctil podria haver patit un gran impacte fa uns 100 milions d'anys, que en va reduir la mida.